# Silvia Brum
Silvia Brum (Isola della Scala, 5 maggio 1971) è un'ex cestista italiana.
Centro, ha giocato in Serie A1 con Busto Arsizio e Priolo Gargallo.